# 長者ヶ岳
長者ヶ岳（ちょうじゃがたけ）は、静岡県富士宮市と山梨県南巨摩郡南部町の県境にある標高1335.8mの山である。天子山地に属する。山梨百名山の1つ。

## 登山
- 休暇村富士より東海自然歩道にて登り2時間、下り1時間25分[1]。休暇村富士までは富士宮駅から富士急静岡バス「休暇村富士」行きにて45分。もしくは東京駅より高速バス「富士宮～東京線（ヤキソバEXPRESS）」にて3時間18分（1日1便）。
- 田貫湖キャンプ場（バンガローサイト）より東海自然歩道にて登り2時間、下り1時間25分[1]。田貫湖キャンプ場までは休暇村富士より徒歩20分。
- 上佐野バス停より東海自然歩道にて登り3時間20分、下り2時間10分（難路）[1][2]。上佐野バス停までは内船駅より南部町営バス佐野線42分。1日3本、日曜日運休[3]。
- 天子ヶ岳まで50分[1]。
- 天狗岳まで1時間20分（難路）[1]。

山頂からは富士山や南アルプスが望める。富士山の西に位置し、山頂や田貫湖周辺などでは4月20日と8月20日の前後1週間頃にダイヤモンド富士が拝める。

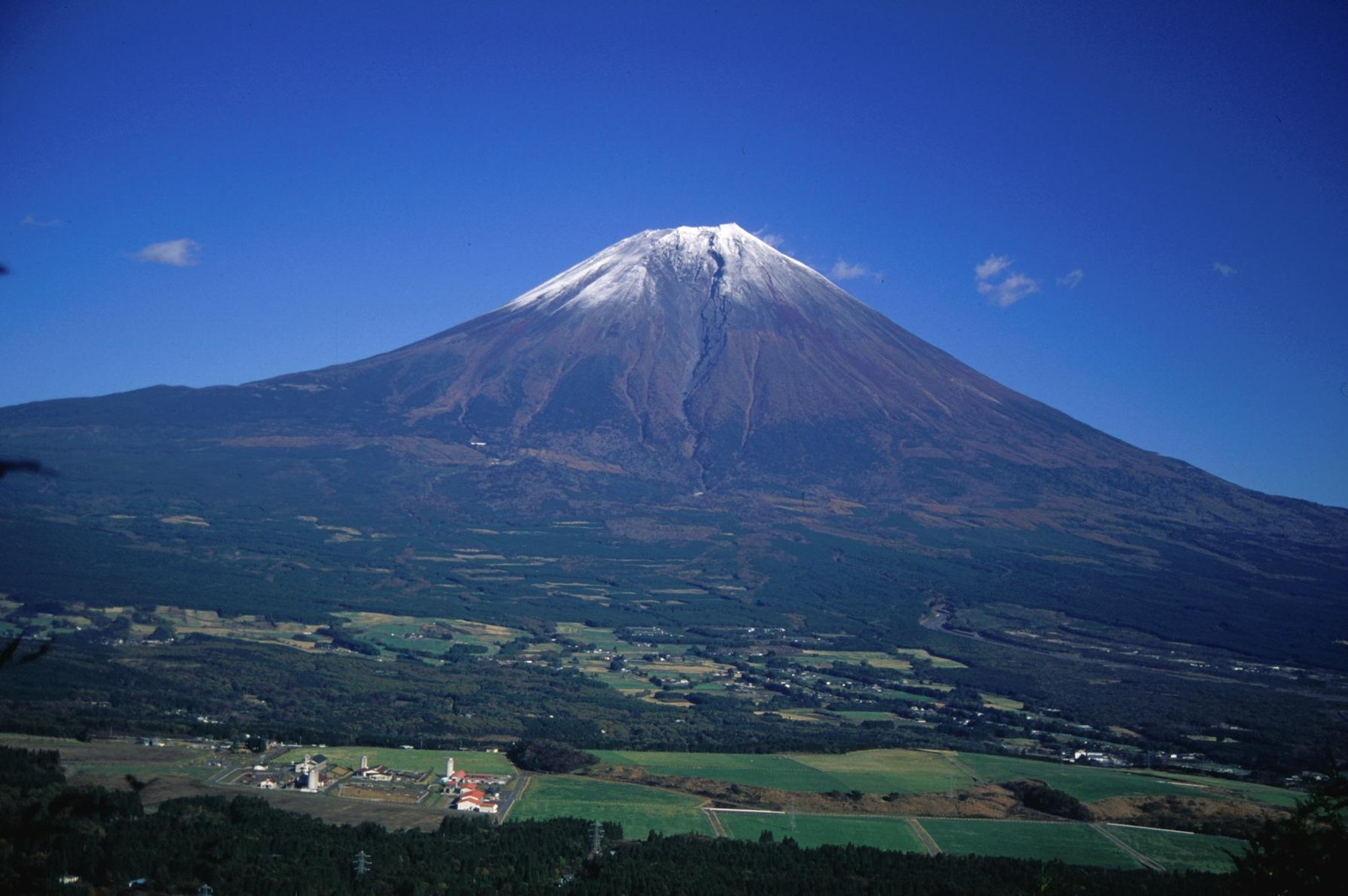
長者ヶ岳の山頂部から望む富士山
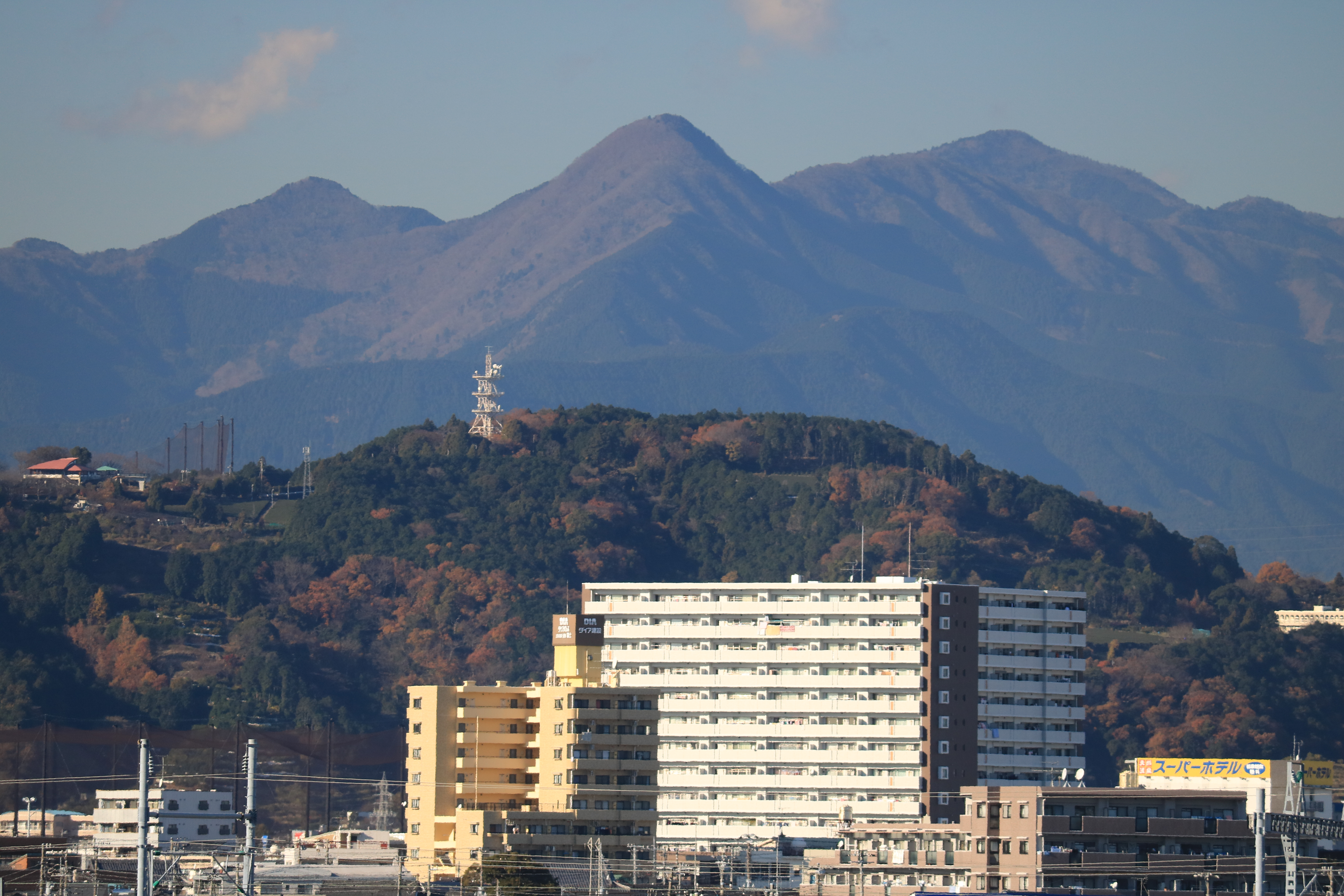
富士市街地から望む天子ヶ岳（中央）と長者ヶ岳（右）